# Lee Jung-hyun
Lee Jung-hyun (Seúl; 7 de febrero de 1980), también conocida como Ava, es una cantante pop y actriz surcoreana.

## Biografía
El 29 de enero de 2021 se anunció que su madre había fallecido por enfermedad ese mismo día.
Está casada con una persona fuera del círculo del entretenimiento. El 23 de abril de 2022 su agencia anunció que tres días antes (20 de abril) le había dado la bienvenida a su primera hija en Seúl.

## Carrera
Es miembro de la agencia Pine Tree Entertainment.

### Televisión y cine
Debutó como actriz a los 16 años en A Petal (1996), por la cual ganó el premio a 'Mejor Actriz revelación' en la 34.ª Grand Bell Awards, 17.ª Blue Dragon Film Awards y 16.ª Korean Association of Film Critics Awards. La película cuenta la historia de una joven que experimentó la Masacre de Gwangju a la edad de 15, y el efecto sobre su vida en los años posteriores. Desde 1996 ha tenido numerosos papeles con proyectos en Corea del Sur, Japón y China.
El 15 de julio del 2020 apareció como parte del elenco principal del elenco de la película Peninsula, donde dio vida a Min Jung, una mujer fuerte que lidera a las personas y no se rinde en su batalla contra los zombis. La película es la secuela de la película Train to Busan, estrenada en 2016.

### Música
Asume una personalidad única para cada álbum, como una sirena, Barbie, Reina tribal, soldado, bailarina folclórica coreana, bailarina de danza del vientre, o princesa del mar. Ha ganado muchos apodos a lo largo de los años, incluyendo Reina Techno de Corea, Señora Carisma, Pequeña Gigante, y Reina de Cambio.

### Embajadora Cultural
En agosto de 2007 fue nombrada Embajadora de buena Voluntad de la UNESCO.
El 22 de junio de 2012 fue nombrada embajadora honoraria de la Conferencia Industria Cultural Corea-China, CICON.

## Filmografía

### Películas
| Año  | Título                             | Papel                     | Ref.                 |
| ---- | ---------------------------------- | ------------------------- | -------------------- |
| 1996 | A Petal                            | chica                     |                      |
| 1997 | Maria and the Inn                  | Maria (18 años, invitada) |                      |
| 1999 | Scent of Love                      | Im Sun-hee                |                      |
| 2000 | Harpy                              | Song Soo-yeon             |                      |
| 2011 | Night Fishing                      | shamana                   |                      |
| 2012 | Juvenile Offender                  | Jang Hyo-seung            |                      |
| 2014 | The Admiral: Roaring Currents      | señora Jung               |                      |
| 2015 | Alice in Earnestland               | Jung Soo-nam              |                      |
| 2016 | Split                              | Joo Hee-jin               |                      |
| 2017 | The Battleship Island              | Oh Mal-nyeon              | [ 20 ] [ 21 ] [ 22 ] |
| 2017 | The Running Actress                | ella misma (cameo)        |                      |
| 2018 | Secret Agreement                   | Seo Joo-ha                |                      |
| 2019 | Shall We Do It Again (Love, Again) | Park Seon-yeong           |                      |
| 2020 | Peninsula                          | Min Jung                  |                      |
| 2020 | The Night of the Undead            | -                         |                      |
| 2022 | Decision to Leave                  | Jung-an                   | [ 23 ]               |
| 2022 | Limit                              | So-eun                    | [ 24 ]               |

### Series de televisión
| Año              | Título                 | Papel                       | Red     | Notas          | Ref.   |
| ---------------- | ---------------------- | --------------------------- | ------- | -------------- | ------ |
| 1996             | Open Your Heart        | Yoo Seo-young               | MBC     |                |        |
| 1996             | Seven Spoons           | Jo Jung-hye                 | MBC     |                |        |
| 1998             | Legendary Ambition     | Lee Jung-hee                | KBS2    |                |        |
| One Day Suddenly | Eun-mi                 | SBS                         |         |                |        |
| 2001             | Beautiful Days         | Kim Se-na                   | SBS     |                |        |
| 2003             | Beautiful Heart        | Cheng Hui                   | BTV     | serie china    |        |
| 2006             | Rondo                  | Choi Yoon-hee               | TBS     | serie japonesa |        |
| 2008             | The Great King, Sejong | Yi-seon (Sinbin Kim)        | KBS2    |                |        |
| 2010             | Confucius              | Nanzi                       | CCTV    | serie china    |        |
| 2015             | The Family Is Coming   | Na Joon-hee (Susan Johnson) | SBS     |                |        |
| 2024             | Parasyte: los grises   | Choi Jun-kyung              | Netflix | serie web      | [ 25 ] |

## Premios y nominaciones
| Año  | Premio                                       | Categoría                                  | Trabajo               | Resultado | Ref.          |
| ---- | -------------------------------------------- | ------------------------------------------ | --------------------- | --------- | ------------- |
| 2017 | 1st The Seoul Awards                         | Mejor actriz de reparto                    | The Battleship Island | Ganadora  | [ 26 ] [ 27 ] |
| 2017 | 38th Blue Dragon Film Awards                 | Mejor actriz de reparto                    | The Battleship Island | Nominada  | [ 28 ]        |
| 2017 | 25th Korea Culture & Entertainment Awards    | Premio a la gran excelencia, actriz (cine) | The Battleship Island | Ganadora  |               |
| 2017 | 6th The Night of Stars-Korea Top Star Awards | Korea's Top Star (Film)                    | The Battleship Island | Ganadora  | [ 29 ]        |
| 2018 | 23rd Chunsa Film Art Awards                  | Mejor actriz de reparto                    | The Battleship Island | Nominada  | [ 30 ]        |